# Thaiföld
Thaiföld vagy hivatalosan a Thaiföldi Királyság (thai: ราชอาณาจักรไทย) független alkotmányos monarchia Délkelet-Ázsiában, az Indokínai-félszigeten. Keletről Laosz és Kambodzsa, délről Malajzia és a Thai (Sziámi)-öböl, nyugatról az Andamán-tenger és Mianmar határolja.
A több mint 70 millió lakosságú ország kb. 75%-a thai és 14%-a kínai eredetű; a három legdélibb tartományt pedig túlnyomórészt malájok lakják.
A buddhizmus a domináns vallás, amely erősen meghatározza a kultúráját is, az állam különösen támogatja, de nem hivatalos államvallás.
A 20. század vége óta az ország gyors gazdasági növekedést produkált. Ma egy feltörekvő, közepes jövedelmű ország, amely a magas HDI fejlettségű országok közé tartozik. A 20. század végétől, az elmúlt évtizedekben jelentősen csökkenteni tudta a szegénységet.
Gazdasága főleg az idegenforgalmon alapul; a turisták körében a világ egyik legnépszerűbb országa, olyan jól ismert turisztikai célpontokkal, mint a főváros, Bangkok, amely 2018-ban a világ leglátogatottabb városa volt.
Ismert még a tengerparton Pattaja vagy Huahin, a déli Phuket, Krabi és számtalan sziget az Andamán-tengerben és a Thai-öbölben, mint például Ko Szamuj, továbbá az északi, belső régióban Chiang Mai és környéke.
Az újonnan iparosodott gazdaságok közé sorolják, ahol a turizmuson túl az ipar, a mezőgazdaság a vezető ágazatok, de az exportja is jelentős.
A „mosoly országának” is nevezik, amelynek több millió legális és illegális bevándorlója van, köztük sok nyugati országból származó betelepülő.
Thaiföld középhatalom a globális ügyekben és az ASEAN alapító tagja.

## Neve
1939. nyaráig az ország hivatalos neve Sziám (thai: สยาม) volt. 1945-ben ugyan visszakapta eredeti nevét, de 1949-től újra Thaiföld lett a hivatalos elnevezése.
A thai (ไทย) népnevet gyakran rokonítják az azonos kiejtésű ’szabad’ (ไท) szóval, de a tágabb taj népcsoport nevével is összefügghet.

## Földrajz
Az ország földrajzi régiói különböznek egymástól természeti képüket, lakosságukat, gazdasági és társadalmi fejlettségüket tekintve.

### Domborzat
Északkeleten a nagy kiterjedésű Khorat-fennsík  található, majd azon túl északon és keleten a Mekong folyó alföldje. A fennsík 300 méter átlagmagasságú, szavannás jellegű, laterites talajai gyenge termőképességűek.
A Központi-hegyvidékhez tartozó Észak-thaiföldi-hegyvidék észak–déli irányban húzódó láncait hosszanti völgyek választják el. E völgyekben tör a síkság felé az ország fő folyója a Csaophraja (Menam, แม่น้ำเจ้าพระยา). Amint a Csaophraja négy forrásfolyója délre tart, a hegységláncok egyre alacsonyodnak, a szűk völgyek pedig kisebb-nagyobb medencékké tágulnak. 
Az ország központi területe a Csaophraja folyó és mellékfolyóinak alföldje (ritkábban használt neve: Thaiföldi-medence). Ez az alföld szerkezeti süllyedésben alakult ki, déli fele korábban tengeröböl is volt. Az alföldet a névadó folyó üledékei töltötték fel, területén nagyobb szintkülönbségeket csak a folyóteraszok, valamint az itt-ott elszórtan kiemelkedő, mészkőből felépülő szigethegyek jelentik. Ettől az alföldtől északra és nyugatra hegyvidék terül el, itt találhatók a legmagasabb hegyek. 
Legmagasabb pontja az ország ÉNy-i részén, Csiangmai (เชียงใหม่) tartományban a Doi Inthanon 2565 m.
Az ország nyugati hegységei egy irányban vonulnak, de nem egy sorban. E nyugati hegyláncok Mianmarra néző oldala a délnyugati monszun szélfogója. 
Délen a keskeny Kra-földszoros a Maláj-félszigetre vezet.

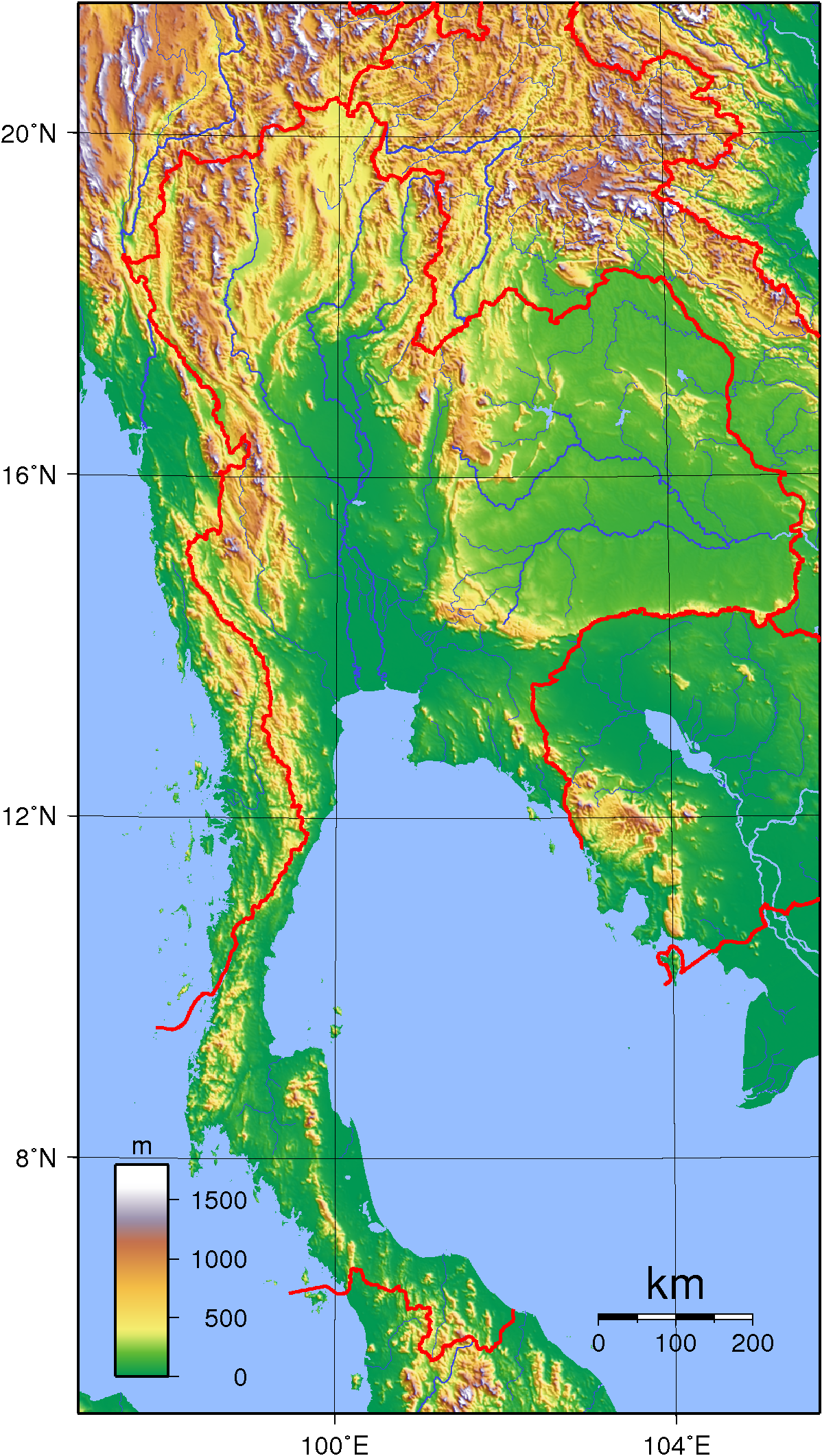
Thaiföld domborzati térképe
Köppen-féle éghajlati osztályozás (angol)
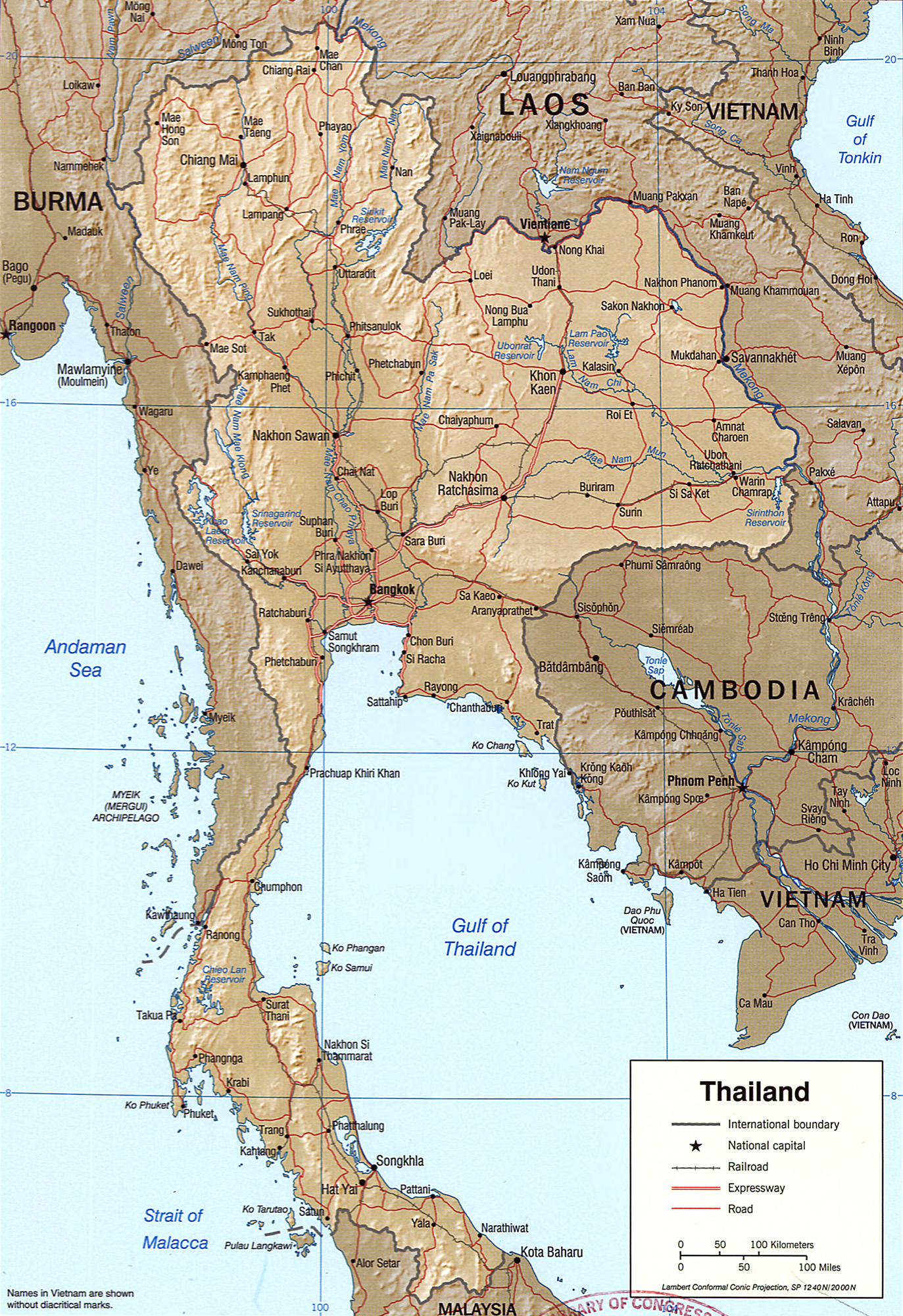
Főbb városok és közlekedési utak

### Vízrajz
Az ország jelentős része a Csaophraja (Menam) vízgyűjtő területéhez tartozik, mely folyó Bangkokon át a Thai-öbölbe ömlik. Északkeleten a Mekong-folyó vízgyűjtő területére terjed ki az állam. A Kra-félsziget nyugati partját az Andamán-tenger mossa. Az itteni sekély, tiszta vizű tengerben lévő szigetek az ország turizmusának egyik fő célpontjai.

### Éghajlat
Az ország trópusi monszun éghajlatát általában 1000-2000 mm nyári (máj.-okt.) csapadék és az év folyamán alig változó középhőmérséklet jellemzi. A legforróbb hónap a nyári monszun kezdetét megelőző április. A hegységek nyugati lejtői jóval több csapadékot kapnak. A Maláj-félszigeten, melynek keleti oldalára a téli monszun is esőt hoz, az évi átlagos csapadék az 5000 mm-t is eléri. Az esős évszakot az állandó nagy légnedvesség fülledtté teszi.
Az átlagos bangkoki középhőmérséklet januárban 25,8 °C, júliusban 28,4 °C. Az átlagos éves csapadékmennyiség itt 1350-1500 mm, melynek zöme május-október között hull le.

### Élővilág, természetvédelem
Az ország egy részén még trópusi dzsungel található, melyben az 50–70 m magas fákat liánok és indák szövevénye hálózza körül. A természetes növénytakarót esőerdők és monszunerdők alkotják. Az óriásfák, például a gurjunbalzsamfa, sárkányalma és lanzafa, illetve a fahéjfa, kámforfa, harasztok, bambusz, banán- és pálmafélék jellemezte esőerdők egykor az ország területének 40%-át borították, főként a Maláj-félszigeten és a Khorat-fennsíkon. Napjainkra természetes állományuk csak néhány meredek hegyoldalon maradt meg. A fakitermelések nyomán fajszegény, másodlagos erdők, szavannák alakultak ki.
A tengerparti területeken a különböző pálmafajták elsősorban a szigeteken a legelterjedtebb növények. Az ország belsejében levő monszunerdők jellegzetes típusai a bambuszosok és a tíkfa alkotta djati erdők. Észak-Thaiföld hegyvidékein fenyvesek, a tengerparton sok helyen mangrovemocsarak vannak. A Csaophraja síkságán rizsföldeket alakítottak ki.
Thaiföld állatvilága igen változatos. Az ország legismertebb emlőse az elefánt, melyet manapság már csak ritkán használnak munkaállatnak. Ezen kívül még előforduló – de inkább csak a védett nemzeti parkokban – vadon élő állatok: tapír, tigris, törpevidra, gaur, vaddisznó, szarvasfélék. A majom (makákó) sokfelé látható.

#### Tengeri élővilág
Az ország tengeri területének két nagy része: a Thai-öböl és az Andamán-tenger. A víz alatti világ egyik legegzotikusabb fajai a csalánozók. Ide tartoznak a medúzák, a tengeri rózsák, a színes korallok, a kehelyállatok is. A leggyakoribb közülük a szaru- és legyezőkorallok.
A halfajok nyilvántartása még nem teljes, de az bizonyos, hogy több száz halfaj él Thaiföldön, a világ legkisebb halfajától (mindössze 20 mm hosszú) gébtől a hatalmas cetcápáig, a világ legnagyobb halfajáig. A színes korallok között fellelhetők a bohóchalak, papagájhalfélék, ajakoshalak, angyalcápák, íjhalak, kardinálishal-félék, pillangóhalak stb. A nagyobb fajok mélyebben élnek: ilyen a tengeri csuka, a fűrészes sügér, barrakuda, kardhal, cápa, tonhal, vahu. Thaiföld meleg vizeit a bálnák és a delfinek is kedvelik: 25 fajuk honos itt. A dugongot (tengeri tehenet) az ország déli részének pak-thai lakossága szentként tiszteli és törvények védik. A világ hat tengeri teknősfaja közül négy honos itt. Mindegyikük veszélyeztetett.

#### Nemzeti parkjai
Thaiföldön nemzeti parkok kiterjedt hálózatát alakították ki. Közülük legnagyobb a Keng Kracsan Nemzeti Park. A legtöbb nemzeti park könnyen megközelíthető. A parkok egy része tengeri park, amely a partvidék, a szigetek és a tenger élővilágát óvja.
A 2000-es évek elején 96 nemzeti park, 100 vadászatmentes övezet és vadrezervátum, valamint 65 védett erdőterület létezik.

#### Természeti világörökségei
Az UNESCO két tájat ismert el természeti világörökségnek (és három másik helyszínt kulturálisként):
- Dongphajajen–Khaujaj erdőegyüttest és
- Thungjaj–Huajkhakheng Vadrezervátumot.

## Történelem

### A kezdetek
Thaiföld mai területén több helyen tártak fel ősembermaradványokat az 500 000 évvel ezelőtti időszakból (például a Lampang-ember /Lampáng/). Fejlett civilizáció maradványát Ban Chiang /Bán Csieng/ falunál fedezték fel. Ez a kultúra legalább 5600 éves, és lakói már ismerték a bronzművességet, valamint rizst termesztettek. Egyedi mintázatú agyagedényeiket és egyéb fazekasmunkáikat az Udon Thani /Udontháni/ megyében található Bán Csieng múzeum őrzi.

### Szukhóthaj Királyság
Az első független thai államot, a Szukhóthaj Királyságot (a szukhóthaj szó jelentése: boldogság hajnala (szukha - boldogság, uthaj - hajnal) a mai Thaiföld alsó-északi részén a Sukhothai, Kamphengphet, Phichit, Phitsanulok megyék területén helyezkedett el) a 13. században alapították, amikor 1238-ban elszakadtak a Khmer Birodalomtól. Az ország fénykorát a Ramkhamheng király alatt élte (ő hozta létre a thai ábécét), de 1365-ös halála után a királyság gyorsan hanyatlásnak indult, és a szomszédos államok része lett.

### Ajuthajá Királyság
Az ország első uralkodója, Ramathibodi /Rámáthibadí/ király két legfontosabb intézkedése a buddhizmus államvallássá tétele, valamint egy új törvénykönyv bevezetése volt (mely a thai törvénykezés alapja volt egészen a 19. századig). Habár a portugálok már a 16. században meglátogatták a térséget, állandó kapcsolat a Nyugattal csak a 18. században alakult ki.

Ajutthaja-királyság terjeszkedése révén megalakult Sziám, melynek határai az északi Lannathai királyság kivételével nagyjából megegyeztek a mai Thaiföldével. Habár Ajutthajának voltak kapcsolatai európai hatalmakkal, történelmét alapvetően kínai és indiai befolyások határozták meg. 
Az 1750-es évektől kezdve a burmai hadsereg számos támadást indított Ajutthaja ellen, végül 1767-ben sikerült elfoglalnia a várost és elűznie a királyi családot.

### Thonburi Királyság
A következő évtizedben Takszin tábornok, aki 1769-ben királlyá koronáztatta magát, újraegyesítette a feldarabolt országot, és kiűzte a burmaiakat.

### Rattanakosin Királyság
Az őt követő I. Ráma (1782–1809), a mai napig uralkodó Csakri-dinasztia első királya megalapította az új fővárost, Bangkokot (thai nevén Krung Thep) a Csaophraja folyó partján. A fokozódó európai nyomás ellenére az uralkodók jó diplomáciai érzékének és a francia-brit ellentétnek köszönhetően Thaiföld az egyetlen délkelet-ázsiai ország, amely formálisan nem vált egyik nyugat-európai nagyhatalom gyarmatává sem, de gyakorlatilag félgyarmati státusba került.

### Alkotmányos monarchia
1932-ben puccs döntötte meg az addig uralmon lévő kormányt. Ezután a király lemondott trónjáról 10 éves unokaöccse javára. 1941 januárjában Thaiföld megtámadta Francia Indokínát. A thai hadsereg túlerőben volt, ennek ellenére a franciák is elértek sikereket. A békét végül 1941. május 9-én írták alá Tokióban, japán nyomásra (a tűzszünetet már január 28-án kihirdették). 1941. december 8-án, nem sokkal a Pearl Harbor elleni japán légitámadást követően, Tokió követelte Thaiföldtől, hogy engedje át csapatait területén a Malajzia elleni hadjárathoz. Ezután Japán lerohanta az országot, majd nem sokkal ezután, december 21-én Thaiföld megengedte az áthaladást a japán csapatoknak. Japán 1945-ös kapitulációja után a franciák és angolok az országot legyőzött államként kezelték (ennek ellenére az Amerikai Egyesült Államok jelentős támogatást nyújtott Thaiföldnek), súlyos szankciókat kényszerítettek rá, de nem szállták meg. Az 1960-as évektől 1987-ig kommunista gerillák harcoltak a központi kormány ellen, és bár komoly fenyegetést nem jelentettek, a lázadás csúcspontján 12 000 fegyveressel rendelkeztek.

### Kortárs történelem
1992-ben országos tüntetések következtében a katonai diktátor lemondott hatalmáról. 1992 és 2006 között demokratikusan választott kormányok váltották egymást, 2006. szeptember 19-én azonban Szonthi Bunjaratkalin tábornok vezetésével katonai puccs döntötte meg Thakszin Csinavat miniszterelnök hatalmát.
A 2007. decemberi választások eredményeként hatalomra jutott Népi Erő Pártja (PPP) 2008. január 21-én ülésezett először a parlamentben. A párt vezetőjét, Szamak Szuntharavetet január 28-án a parlament megválasztotta miniszterelnöknek (310 szavazatot kapott a demokrata párt jelöltjére adott 163 vokssal szemben), s egy nappal később a király be is iktatta. Kormányfőként szeptember 9-éig állt az ország élén – akkor ugyanis a bíróság elítélte, amiért miniszterként is pénzt fogadott el egy főzőműsorban való részvételért. A tüntetések nyomán az Alkotmánybíróság 2008. december 2-án feloszlatta a Népi Erő Pártját, és Csavarat Csanvirakun (az előbbi pártból kivált Nevin Barátai Csoport frakció tagja) rövid ügyvivői működése után december 17-én a demokrata Aphiszit Vetcsacsiva foglalta el a kormányfői széket, akit 2011. július 4-én, a választást követően Jinglak Csinavat váltott.
2025-ben újabb területi vitáról szóló konfliktusa robbant ki Kambodzsával, a Preah Vihear templom romjai körüli terület végett, amely nem egy esetben torkollott fegyveres határmenti összecsapásokba, többen pedig a két ország közötti nyílt háború kitörésétől tartanak.

## Politika és közigazgatás

### Alkotmány, államforma
2019 óta névlegesen parlamentáris alkotmányos monarchia, a gyakorlatban alkotmányos diktatúra.
Az alkotmány értelmében az uralkodónak kevés közvetlen hatalma van, legfontosabb szerepe a nemzeti identitás és egység megtestesítése valamint a thai buddhizmus védelmezése. Az uralkodó azonban még mindig beavatkozik a thaiföldi politikába, mivel az alkotmány kikövezi az utat a királyi döntések előtt. Az uralkodó kritizálása vagy kigúnyolása bűncselekménynek is számít, melyet szigorúan be is tartatnak. Törvények védik őt, amelyek lehetővé teszik a kritikusok börtönbüntetését.

### Törvényhozás, végrehajtás, igazságszolgáltatás
A törvényhozó hatalmat a kétkamarás Nemzetgyűlés (รัฐสภา, Rathaszapha) gyakorolja, mely az 500 fős Alsóházból (สภาผู้แทนราษฎร, szapha phuthen ratszadon) és a 200 fős Szenátusból (วุฒิสภา, vuthiszapha) áll. Mindkét ház képviselőit a nép közvetlenül választja, a Szenátus tagjait 6, az Alsóház tagjait pedig 4 évre. A Szenátus tagjai nem viselhetnek kormányzati tisztséget és nem lehetnek párttagok.
A végrehajtó hatalmat gyakorló kormányt a miniszterelnök vezeti, akit az uralkodó jelöl ki a Nemzetgyűlés alsó házának többséggel rendelkező pártjából vagy pártkoalíciójából.
Prajut Csan-o-csa tábornokot, a katonai junta egykori vezetőjét és a 2014-es puccs óta hatalmon lévő kormányfőt a 2019. márciusi általános választások hivatalosan is megerősítették, de a választások nem voltak se szabadok, sem tisztességesek. Bár a thaiföldi hadsereg látszólag Prajut parancsát követi, Thaiföld királya teljes, ellenőrizetlen hatalmat birtokol az egész országban. X. Ráma, azaz Maha Vadzsiralongkorn király megkezdte a katonai és rendőri egységek feletti közvetlen irányítás személyre szabását, tovább központosítva hatalmát.
A bírói hatalom többszintű. Az alkotmánybíróság csak egy jól körülhatárolt alkotmányossági kérdéskörben dönt. Tagjait a Szenátus javaslata alapján az uralkodó jelöli.

### Jogállamiság
A Freedom House 2022-es jelentése az országot a »nem szabad« kategóriába sorolta. A 2019-es általános választások sem szabadok, sem tisztességesek nem voltak.
Öt év katonai diktatúra után Thaiföld 2019-ben átállt egy katonai dominanciájú, félig választott kormányra. A demokratikus hanyatlás és a monarchiának a thaiföldi kormányzásban betöltött szerepével kapcsolatos frusztráció kombinációja hatalmas tüntetéseket váltott ki. Válaszul a rezsim továbbra is tekintélyelvű taktikát alkalmaz, beleértve az önkényes letartóztatásokat, a sajtószabadság korlátozását, megfélemlítést, a koholt, (lèse-majesté) vádakat és az aktivisták zaklatását. Az alkotmánybíróság 2021-ben úgy döntött, hogy a monarchia reformját szorgalmazó aktivisták ténylegesen a monarchia megdöntésére szólítottak fel, magatartásukat alkotmányellenesnek nyilvánítva.
A katonai uralom alatt a kormány szisztematikusan cenzúrát, megfélemlítést és jogi lépéseket alkalmazott a független média elnyomására, a 2019-es kampányidőszakban is cenzúrázták a nemzetközi és hazai hírügynökségeket. 2020-ban egy rendelet megtiltotta a COVID-19 betegséggel kapcsolatos „hamisnak vagy a nyilvánosságban félelmet keltőnek” ítélt információk közzétételét, és a megsértőket öt évig terjedő börtönbüntetéssel sújtották. A rendelet arra is felhatalmazta a hatóságokat, hogy megköveteljék az újságíróktól és a sajtóorgánumoktól a hamisnak ítélt riportok „helyesbítését”.
A kormány nyomást gyakorolt a médiára a 2020-ban kezdődő kormányellenes tüntetések során is. Több újságírót letartóztattak, amikor azok a tüntetésekről tudósítottak.

### Közigazgatási beosztás
A mai közigazgatás tartományokból, kerületekből, városokból és falvakból áll.
A 76 tartomány 5 régióban található.
| Észak (zöld) 1. Csiangmai (เชียงใหม่) 2. Csiangraj (เชียงราย) 3. Kamphengphet (กำแพงเพชร) 4. Lampang (ลำปาง) 5. Lamphun (ลำพูน) 6. Mehongszon (แม่ฮ่องสอน) 7. Nakhonszavan (นครสวรรค์) 8. Nan (น่าน) 9. Phajau (พะเยา) 10. Phetcsabun (เพชรบูรณ์) 11. Phicsit (พิจิตร) 12. Phitszanulok (พิษณุโลก) 13. Phre (แพร่) 14. Szukhothai (สุโขทัย) 15. Tak (ตาก) 16. Uthaithani (อุทัยธานี) 17. Uttaradit (อุตรดิตถ์) |  | Északkelet / Iszán (rózsaszín) 1. Amnatcsaröen (อำนาจเจริญ) 2. Buriram (บุรีรัมย์) 3. Csajjaphum (ชัยภูมิ) 4. Kalaszin (กาฬสินธุ์) 5. Khonken (ขอนแก่น) 6. Löj (เลย) 7. Mahaszarakham (มหาสารคาม) 8. Mukdahan (มุกดาหาร) 9. Nakhonphanom (นครพนม) 10. Nakhonratcsaszíma (นครราชสีมา) 11. Nongbualamphu (หนองบัวลำภู) 12. Nongkháj (หนองคาย) 13. Rojet (ร้อยเอ็ด) 14. Szakonnakhon (สกลนคร) 15. Sziszakét (ศรีสะเกษ) 16. Szurin (สุรินทร์) 17. Ubonratcsathani (อุบลราชธานี) 18. Udonthani (อุดรธานี) 19. Jaszothon (ยโสธร) |  | Közép (sárga) 1. Angthong (อ่างทอง) 2. Ajutthaja (พระนครศรีอยุธยา) 3. Bangkok (กรุงเทพฯ) 4. Csainat (ชัยนาท) 5. Kancsanaburi (กาญจนบุรี) 6. Lopburi (ลพบุรี) 7. Nakhonnajok (นครนายก) 8. Nakhonpathom (นครปฐม) 9. Nonthaburi (นนทบุรี) 10. Pathumthani (ปทุมธานี) 11. Phetcsaburi (เพชรบุรี) 12. Pracsuapkhirikhan (ประจวบคีรีขันธ์) 13. Ratcsaburi (ราชบุรี) 14. Szamutprakan (สมุทรปราการ) 15. Szamutszakhon (สมุทรสาคร) 16. Szamutszongkhram (สมุทรสงคราม) 17. Szaraburi (สระบุรี) 18. Szingburi (สิงห์บุรี) 19. Szuphanburi (สุพรรณบุรี) |  | Délkelet (kék) 1. Csacsongszau (ฉะเชิงเทรา) 2. Csanthaburi (จันทบุรี) 3. Csonburi (ชลบุรี) 4. Pracsinburi (ปราจีนบุรี) 5. Rajong (ระยอง) 6. Szakeo (สระแก้ว) 7. Trat (ตราด) Dél (lila) 1. Csumphon (ชุมพร) 2. Krabi (กระบี่) 3. Nakhonszíthammarát (นครศรีธรรมราช) 4. Narathivát (นราธิวาส) 5. Pattani (ปัตตานี) 6. Phangnga (พังงา) 7. Phattalung (พัทลุง) 8. Phuket (ภูเก็ต) 9. Ranong (ระนอง) 10. Szatun (สตูล) 11. Szongkhla (สงขลา) 12. Szuratthani (สุราษฎร์ธานี) 13. Trang (ตรัง) 14. Jala (ยะลา) |  |

### Védelmi rendszer
- Thaiföld hadereje

## Népesség

### Általános adatok
2022-es becsült lakossága mintegy 70 millió fő, ezzel a világ 20. legnépesebb országa. Népességnövekedése az elmúlt évtizedekben jelentős mértékben lassult.
Thaiföld népességének növekedése 1960 és 2020 között:

| Év   | Népesség (millióban) | Népsűrűség (fő/km²) |
| ---- | -------------------- | ------------------- |
| 1960 | 27 M                 | 54                  |
| 1970 | 37 M                 | 72                  |
| 1980 | 47 M                 | 93                  |
| 1990 | 56 M                 | 111                 |
| 2000 | 63 M                 | 123                 |
| 2010 | 67 M                 | 131                 |
| 2020 | 69 M                 | 136                 |

### Etnikai és nyelvi megoszlás
Thaiföld lakosságának legnagyobb részét különféle tai nyelveket beszélő népek alkotják. Ezek között a legnagyobb számban a közép-thai, az északkelet-thai, a lao, az észak-thai és a dél-thai fordulnak elő. A közép-thaiok régóta domináns szerepet játszanak az ország politikai, gazdasági és kulturális életében, annak ellenére, hogy a lakosságnak csak egyharmadát teszik ki, és számban az észak-thaiok felülmúlják őket. Az oktatási rendszernek és a nemzeti öntudat kialakulásának következményeként már sokan saját dialektusuk mellett közép-thaiul is tudnak.
Az ország nem tai nyelvet beszélő kisebbségei közül a legnagyobb a kínai, akik a lakosság mintegy 15%-át teszik ki, és az ország minden területén megtalálhatók. A 19. század második felétől az út- és vasútépítések munkásaiként vándoroltak be, és utódaik kulcsszerepet játszanak a gazdasági élet számos területén. Teljesen beilleszkedtek a thai társadalomba.
További kisebbségek: maláj, mon-khmer és különböző hegyi törzsek (kacsin, meo, karen). A vietnámi háború után sok menekült települt le az országban, elsősorban az északkeleti régiókban, a thaiokkal rokon laók.

### Vallási megoszlás
A legutóbbi népszámlálás (2000) szerint a lakosság 94,6%-a théraváda buddhista.
A második legelterjedtebb vallás az iszlám 4,6%-kal. Néhány provinciában és településen délen muszlim többség él. A muszlim közösségek általában elkülönülnek a nem muszlimoktól. A harmadik legelterjedtebb vallás a kereszténység, de ez a lakosság 0,7%-át jelenti csak.

## Gazdaság
Thaiföld a DK-ázsiai gyorsan iparosodó országok második vonalába tartozik, gazdasága a 20. század utolsó évtizedeiben közepes fejlettségi szintet ért el. A viszonylagos politikai stabilitás, az olcsó munkaerő, az állami oktatási rendszer és a – főként a fővárosban – megfelelő infrastruktúra vonzotta a külföldi tőkét. Számos transznacionális cég létesített az országban telephelyeket, s ez segítette a gyors iparosodást, a korszerű, exportorientált ágazatok fejlődését.

### Általános adatok
- A GDP összetétele szektoronként, 2014-ben:[32] mezőgazdaság: 11,6%, ipar: 32,6%, szolgáltatások: 55,8%
- 2014-ben a lakosság 32,2%-a a mezőgazdaságban, 16,7%-a az iparban, 51,1%-a a szolgáltatásokban dolgozott.[32]
- 2012-ben népessége 12,6%-a élt a szegénységi küszöb alatt.

Thaiföld legfontosabb természetes erőforrásai az ón, gumi, földgáz, volfrám, faanyag, ólom, hal, gipsz, lignit, fluor és a művelhető földterület.

### Gazdasági ágazatok

#### Mezőgazdaság
Fő termények: rizs, manióka (tápióka), gumi (kaucsuk), kukorica, cukornád, kókuszdió, pálmaolaj, ananász
Thaiföld a világ első számú rizsexportőre, évi 6,5 millió tonnával. A rizs a legfontosabb mezőgazdasági termék az országban. Thaiföldön a művelésre alkalmas földterületek aránya 27,25%, ami a legmagasabb a régióban. A művelhető földterületek 55%-át rizstermesztésre használják. Gyümölcsexportja is jelentős (kókuszdió, ananász).
Az ország egyik legfontosabb élelmiszernövényét, a maniókát azokon a területeken termesztik, ahol az árasztásos rizstermesztés feltételei hiányoznak, így a Thai-öböl mentén és a Maláj-félszigeten. A cukornád fő termőterületei a Chao Praya síksága és a Mekong mellékfolyóinak vidéke. A nyersgumit (kaucsuk) az ország Maláj-félszigetre benyúló területein termesztik. A kivitelre kerülő legfontosabb gyümölcsök közül az ananász, a banán és a kókuszdió elsősorban a Thai-öböl partvidékéről származnak. 

#### Ipar
A fontosabb iparágak közé tartozik az elektronikus eszközök, számítógép-alkatrészek, építőanyagok és gépjárművek gyártása. Thaiföld a délkelet-ázsiai autógyártás egyik központja. A legjelentősebb a Toyota és a Ford termelése.

#### Külkereskedelem
Thaiföld exportja 2012-ben meghaladta az évi 226 milliárd dollár értéket.
- Fő exporttermékek a rizs, a textil és a lábbelik, halászati termékek, gumi, ékszerek, gépjárművek, számítógépek és elektronikus eszközök.
- Importtermékek: nyersanyagok, fogyasztási cikkek, üzemanyag stb.

Legfőbb kereskedelmi partnerek 2016-ban:
- Export:  USA 11.4%,  Kína 11.1%,  Japán 9.6%,  Hongkong 5.3%,  Ausztrália 4.8%,  Malajzia 4.5%,  Vietnám 4.4%
- Import:  Kína 21.6%,  Japán 15.8%,  USA 6.2%,  Malajzia 5.6%

#### Az országra jellemző egyéb ágazatok
A turizmus az ország egyik vezető, egyre növekvő gazdasági ágazat, amely 2016-ban Thaiföld GDP-jének a 18 százalékát adta. A kormány előrejelzése szerint 2030-ra a GDP 30%-át adja majd, szemben a 2019-es 20%-kal.

### Turizmus
Thaiföld a világ egyik első számú turisztikai célpontja, hírnevét gazdag kultúrájának, a látnivalóinak, a télen is kellemes éghajlatának, a vendégszerető, barátságos lakóinak, a gasztronómiájának, a relatív alacsony árainak, a megfelelő közbiztonságnak és a mai napig élő évezredes hagyományainak köszönheti.
Thaiföld ezerarcú országában összeolvad a Távol-Kelet minden színe és izgalma. Évezredes kultúrát őrző buddhista szentélyek, ősi kolostorok, pazarul díszített templomok, meseszerű paloták, merev arcú óriás Buddha-szobrok, csendes halászfalvak, pezsgő életű fürdőhelyek és az éjjel-nappal lüktető gigantikus metropolisz, Bangkok, adnak ízelítőt az ott élők világából. Népszerűek a fővárosban a girbegurba vízi csatornák, továbbá északon az évszázados hagyományaikat őrző, nomád életmódot folytató hegyi törzsek romantikus települései.
2009-ben az idegenforgalomban Bangkok a második leglátogatottabb város volt a világon, Pattaja pedig a 19. helyezést érte el.
A külföldi turisták körében a legnépszerűbb helyek Bangkokon és Pattayán túl az ország tengerpartjai, így Phuket és térsége, Hua Hin, Ko Samui és Ko Phangan szigete. Észak-Thaiföldön Chiang Mai.
Thaiföld turizmusának még mindig meghatározó része a szexturizmus. 2017-es becslések szerint legkevesebb 120 ezer szexmunkás dolgozik az országban, nagy részük Pattaján, Patongon (Phuket) és Bangkok vöröslámpás negyedeiben.

## Közlekedés

#### Vasút
Thaiföld vasúthálózatának hossza 4071 km, amelyből 29 km 1435 mm, 4042 km pedig 1000 mm nyomtávú. A vasúthálózatot a State Railway of Thailand üzemelteti.

#### Közút
Az ország belső személy- és áruforgalmának nagy része a több mint 50 000 km-es aszfaltozott közúthálózaton bonyolódik (2006). A közlekedés bal oldali. Az egész országban nagyon elterjedt a motoros közlekedés, mind a nagyvárosokban, mind vidéken ez a közlekedési forma a legnépszerűbb.

#### Vízi közlekedés
Legfontosabb kikötők: Laemcsabang (Laem Chabang) és Bangkok. További fő kikötők: Laem Ngop, Pattani, Phuket (Patong), Sattahip, Songkhla, Ranong, Satun.

#### Légi közlekedés
A 2010-es évek elején 103 repülőtér található az országban, ebből 63 burkolt pályájú és 11 nemzetközi forgalmú.
A légiforgalom fő központjai: Bangkok (BKK és DMK), Csiangmaj (CNX), Hat Yai (HDY) és Phuket (HKT).
A főváros nemzetközi repülőterei a Suvarnabhumi (BKK) és a Don Müang (DMK). Utóbbi többnyire belföldi járatokat és regionális fapados járatokat szolgál ki.
További nemzetközi forgalmú repterek: Mae Fah Luang (CEI), Krabi (KBV), Samui (USM), Surat Thani (URT), Udon Thani (UTH), U-Tapao (UTP).
Főbb thai légitársaságok 2017-ben: Bangkok Airways, Nok Air, NokScoot, Orient Thai Airlines, Siam Air, Thai AirAsia, Thai Lion Air, Thai Airways International, Thai Smile, Thai Vietjet Air.

## Telekommunikáció
| Hívójel prefix | E2, HS |
| ITU zóna       | 49     |
| CQ zóna        | 26     |

## Kultúra
A kultúrája az idő múlásával nagymértékben fejlődött, a Szukhothaj-korszak relatív elszigeteltségétől a kortársabb Ajutthaja-korszakig, amely egész Ázsia hatásait elnyelte. Az erős indiai, kínai, burmai és más délkelet-ázsiai befolyások továbbra is nyilvánvalóak a hagyományos thai kultúrában. A buddhizmus, az animizmus és a nyugatiasodás szintén jelentős szerepet játszanak az itteni kultúra kialakításában.
Az országban két dolog igazán szent: a vallás és a királyi család. A thaiok a konfliktuskerülés hívei, ezért kerülik az összeütközéseket és nem szívesen hoznak másokat kellemetlen helyzetbe. Az igazi konfliktuskerülő nem beszél szomorú témákról a hétköznapi társalgás során, és ha problémát érzékelnek a másik ember életében, általában nem szólnak egy szót sem, amíg a másik nem panaszkodik vagy nem kér segítséget. A kívülálló szemében érzéketlenségnek tűnhet, amikor a thaiok nevetnek a kisebb baleseteken - amikor valaki megbotlik vagy elesik - valójában azonban az incidens szenvedő alanyát kímélik. Ez a thai mosoly másik forrása - a mosoly a lehető legjobb konfliktuskerülés minden helyzetben.
Thaiföld volt az első ázsiai ország, amely 2022 júniusában legalizálta a kannabiszt.

### Művészetek és Irodalom
Az 1. és a 7. század között a thai buddhista művészetre az indiai kereskedők valamint a mon királyság terjeszkedése voltak nagy hatással. Így jött létre a Gupta Birodalom hagyományaiból származó hindu és buddhista ötvözet. Ebben a virtuóz stílusban készültek hatalmas méretű műtárgyak a régióban.
A 9. század után a thai művészetre jelentős hatást gyakorolt északon a kambodzsai khmer művészet és délen a Srívidzsaja – mindkettő a mahájána buddhizmushoz tartozott. Ebben az időszakban a buddhista művészetet a tiszta kifejezés jellemzi, tárgya a mahájána bódhiszattvák panteonja. A 13. századtól Srí Lanka felől érkezett a théraváda buddhizmus. Ez egybeesik azzal az időszakkal, amikor a Szukhóthaj királyság megalakult. Az új buddhista irányzatban erősen stilizált műalkotások keletkeztek, amelyekben az alakok néha már absztrakt módon geometrikusak (háromszorosan ívelt, felhúzott szemöldök, hullámvonalú száj).
Az Ajutthaja királyság korában (14–18. század) Buddhát sokkal stílusosabban ábrázolták, pompásan, pazar ékszerekkel és díszekkel. Sok thai szobrot és templomot egészítettek ki berakásokkal, és a felületeket arannyal vonták be.
A hindu Rámájana eposz thai változata, a Ramakien (thai: รามเกียรติ์), a klasszikus thai irodalom mindenre kiterjedő darabja, megjelenik a képzőművészetben, a drámában és a zenében is. Kb. 900 évvel ezelőtt érkezett Thaiföldre, a khmerekkel együtt, akik kőbe vésték egyes jeleneteit az ősi templomokban. A thai változatot I. Ráma idején foglalták írásba. Alapjaiban ugyanaz, mint a Rámájana, csak egyes karaktereket kiemeltek, másokat pedig elhanyagoltak benne. Kalandos történet, mely keresésről, szerelemről, árulásról és háborúról szól.

### Építészet
Az ország kulturális örökségének nagy része, és tükrözi mind a thaiföldi éghajlatámak kihívásait, mind pedig a thaiok közösségérzetének és vallási meggyőződésének hagyományait. Számos szomszédos ország építészeti hagyományainak befolyásolása mellett szintén jelentős regionális különbségek fedezhetők fel a népi és vallási épületeiben.
A thaiföldi buddhista templomok "wat" néven ismertek. A wat-építészet Thaiföldön a történelem során sok változást tapasztalt. Bár az elrendezésben és a stílusban sok különbség van, mindegyik ugyanazokat az elveket követi.
A lakóépületek a templomi építészet hagyományait őrzik, bár természetesen nem olyan grandiózusak, mint a vallási építmények. Az ország különböző részein eltérő stílusok alakultak ki. A thaiföldi régiók házainak sajátos stílusa van, amely tükrözi az emberek életmódját, ideértve a társadalmi és a vallási szokásokat vagy kulturális meggyőződéseket és a foglalkozásokat. A hagyományos, faszerkezetű, lábakon álló ház (เรือนไทย) alatti területet tárolásra, kézművességre, nappali pihenésre és néha állatok alvóhelyeként használták. A régi házakat a vadállatok, rovarok, kígyók stb. és a rendszeres áradások miatt gólyalábakra vagy cölöpökre építették.
A thaiföldi kolostortemplomok építészete több változáson esett át a történelem során. Annak ellenére, hogy sokféle elrendezésben és stílusban jelennek meg, mégis ugyanazon fő szempontokhoz igazodnak.
Néhány kivételt leszámítva, a thai templomoknak két fő részből állnak: phutthavat és szangkhavat.

#### Phutthavat
A phutthavat (thai: พุทธาวาส) a Buddhának szentelt terület, amely általában több épületből tevődik össze:
- mondop (มณฑป) - egy specifikus tér vagy kereszt alakú épület vagy szentély, amelynek a thai templomépítészetben olykor spirális teteje van. Ez egy szertartásos szerkezeti forma, amelyet különböző épületekhez szoktak használni. Lehetnek benne ereklyék, szent szövegek vagy sírhelyek is. A khmer vagy indiai templomok mandapáival ellentétben, amelyek egy nagyobb szerkezet részei, a thai mondop egy szabadon álló, önálló egység.
- csedi (เจดีย์) – vagy más néven sztúpa, amely leggyakrabban egy harang alakú torony, amelyet gyakran borítanak aranylevelekkel és amelybe rendszerint elhelyeznek egy ereklyetermet is.
- prang (ปรางค์) – a khmer típusú templomtornyok thai változata, főleg a Szukhotaj és az Ajutthaja korokból származó templomoknál.
- uboszot agy bot (อุโบสถ vagy โบสถ์) – a vatok legszentebb területe, a rendfelvételi terem, amelynek szent területét nyolc szema kő (Paj szema, ใบเสมา) jelöli.
- vihan (วิหาร) – a thai templomokban ezekben találhatóak az ereklye termek, ahol a főbb Buddha-szobrok (Buddharúpa) állnak. Ez a szerzetesek (bhikkhuk és bhikkhunik) és a világi emberek gyülekezőterme is egyben.
- ho trai (หอไตร) – a templom könyvtár vagy irattár, amelyben a szent Tipitaka szövegek találhatók. Olykor mondop formában, kockaalakban épültek és a piramisszerű tetőzetet oszlopok tartják.
- szala (ศาลา) – árnyékot adó, nyitott pavilon, amely pihenésre szolgál. Legtöbbször mind a négy oldala nyitott.
- szala kan parian (ศาลาการเปรียญ) – egy nagy nyitott terem, ahol a világi emberek vallásos tanításokat kaphatnak és szertartásokon vehetnek részt. Itt tartják a délutáni imádkozásokat is. Szó szerinti jelentése: "terem, amelyben a szerzetesek tanulnak a vizsgára".
- ho rakhang (หอระฆัง) – a harangtorony a szerzetesek reggeli ébresztésére szolgál illetve a reggeli és esti szertartások jelzésére.
- phra rabiang (พระระเบียง) – előfordul, hogy a szent belső udvart perisztülion veszi körbe.
- a phuttavat területhez tartozhatnak egyéb épületek is, mint például iskola vagy égetőkemence is. Az épületek gyakran gazdagon díszítettek olyan elemekkel, mint például a csofák.

- Mondop, Wat Ratchanatdaram.
- Szala, díszített tetővel, jellegzetes thai stílusban
- A Nakhon Pathom-i csedi Dél-Ázsia egyik legnagyobbja
- A bangkoki Wat Bowonniwet rendfelvételi terme (uboszot)
- Théraváda buddhista (balról) és kínai templom (jobbról), Tha Nat

#### Szangkhavat
A szangkhavat (สังฆาวาส) a szerzetesek élőhelyét jelenti. Ez szintén a templomkomplexumot körülvevő falon belül helyezkedik el. A szangkhavat területén a következő épületek szerepelhetnek:
- Kuti (กุฏิ) – eredetileg egy cölöpökre épült kis ház volt és egy szerzetes lakhelyeként szolgált, meghatározott méretben (4.013 x 2.343 méter). A modern kutik ma már lakóházakká nőttek, amelyben kis szobák vannak a szerzetesek részére.
- 'ho rakhang' - a szangkhavat területén is állhat harangtorony, sőt 'szala kan parian', azaz szertartási terem is.
- egyéb épületek: a konyha és a tisztálkodó helyiségek is a szangkhavat területén vannak.

### Zene és Tánc
A khon (thai nyelven โขน) egy thaiföldi táncos színi előadás, melyet dobszóval kísérnek. A khont hagyományosan maszkos férfiak adják elő, akiknek a maszk viselése miatt eltúlzott mozdulatokkal kell az egyes érzelmeket kifejezni. A khon akrobatikus táncelemeket is felvonultat. A maszkokat papírmaséból készítik. A khontáncosok képzése 10-11 éves korban kezdődik.
A hagyományos zenekar neve pí-pat (thai: ปี่พาทย์). Más klasszikus zenekar a krüeng-szaj (thai: วงเครื่องสาย, jelentése vonószenekar), amely főleg vonós hangszerekből; hegedűből, citerából, fuvolából, kézi dobból, cintányérokból tevődik össze.
A zenei motívumok régóta jelen vannak a khon, lakhon és li-khe előadásain, a thai bokszmeccseken kisebb zenekarokat alkalmaznak a megnyitóhoz. Háttérzenét is szolgáltatnak meccs közben és ez szinte szürreális színezetet ad a verekedésnek.

### Kézművesség
Kerámia, Thaiföldön többféle kerámiát állítanak elő, köztük a pazar, zöld mázas cserepeket. Selyemszövés, A csillogó, kézzel szőtt thai selyem a világ legjobb minőségű selymeihez tartozik és a divattervezők kedvence. Fafaragás.

### Gasztronómia
A thai konyha röviden jellemezve aromás, azaz fűszeres: sós, savanyú, édes és időnként nagyon erős. 
A thai ételek készítésénél előszeretettel használják a csilit, több mint egy tucat fajtáját. A további ízeket a citromlé, citromfű, a friss koriander, bazsalikom, gyömbér, fekete bors, fokhagyma, tamarindlé, galangagyökér, kókusztej adja. Az ételek többsége friss alapanyagokból készül: zöldségből, halból, szárnyasokból, sertéshúsból. A tengerpart vidékén pedig a tenger gyümölcseiből is. Só helyett gyakran szardellából készült hallevet, szószt, vagy rákkrémet használnak.
A thai "enni" szó pontos szó szerinti jelentése: "rizst enni" (kin káo). Rizst szinte a legtöbb étkezéshez esznek, de finomabb tájjellegű eltérések lehetnek. Délen például az ételek csípősebbek. A tengeri ételek alapján sok a hasonlóság a maláj konyhával. Az északiak az enyhébb, egyszerűbb fogásokat részesítik előnyben. Itt sokkal kocsonyásabb "ragacsos rizs"t esznek, ellentétben a párolt rizzsel.

A thaioknál népszerű a kínai konyha is. A thai reggelin is érezhető a kínai konyha hatása. Az ebéd általában könnyű egytálétel: sült rizs, curry és rizs vagy zöldséges tészta. A vacsora leves és legalább öt különböző fogás. Thaiföldön az étkezésnek nincsenek merev szabályai. A különböző fogásokat együtt szolgálják fel. A levest lehet az étkezés előtt, alatt és után is fogyasztani. Bármilyen sorrendben vehetünk egy falatot ebből is, abból is. Régen a thaiok kézzel ettek. Ma is gyakran látni az átlagembert, ahogy kézzel teszi a falatot a szájába. A ma használatos késről és villáról azt tartják, hogy V. Rama (1868–1910) vezette be.
- Phad thaj
- Phad kaphrao kai
- Khao Lam
- Tom yum
- Tom yam keow teow
- Phanaeng
- Som tam

### Szórakozás
A nemzetközi hírű thaiföldi filmek szereplői Tony Jaa. A híres harcművészeti filmek: Ong-bak – A thai boksz harcosa, Ong Bak 2. – A bosszú, Ong-Bak 3, A sárkány bosszúja.
Híres horrorfilmek Thaiföldön: Shutter (2004), Alone (2007), Coming Soon (2008), 4bia (2008), Phobia 2 (2009), The Swimmer (2014). A Pee Mak egy 2013. évi thai horror vígjáték, amelyet Mae Nak Phra Khanong, a thaiföldi népi legenda ihlette.
A nemzetközileg ismert poptáncművészek között szerepel a Tata Young, Lisa Manoban.

## Sport
|                                                                |                                           |                                          |
| A mérkőzések kezdete előtt gyakran ram muaj bemutatót tartanak | A thai boksz az az ország nemzeti sportja | Buakhau, többszörös thai országos bajnok |

A thai boksz, eredeti nevén muaj thai (thai nyelven มวยไทย, angol átírással Muay Thai) Thaiföldről származó pusztakezes harcművészet. Eredetileg mindenfajta felszerelés nélkül művelték, ma a sportolók egységesített szabályok szerint, ökölvívó kesztyűben és bizonyos védőfelszerelésben küzdenek, de léteznek úgynevezett hagyományos thaiboksz-mérkőzések is, ahol a védőfelszerelést elhagyják. A thai bokszot a „nyolc végtag tudományának” is nevezik, mivel a küzdelem során a bokszoló nem csak az ökleit, de a lábát, a térdét és a könyökét is használhatja. Világszerte több szervezet is rendez világbajnokságokat thai bokszolók részére, több súlycsoportban, férfi és női kategóriában egyaránt.
A muaj thai története szorosan kapcsolódik a thai nép történetéhez, de eredetét és fejlődését jórészt legendákból lehet csak megismerni. Egyes elméletek szerint a thai boksz több mint kétezer éves, de csupán 700 évre visszamenőleg találni dokumentációt róla. A legkorábbi említésére példa a 13. században található, ahol az első thai királyság királyi palotájában már volt külön muaj thai gyakorlására kijelölt terület és küzdőtér is, ahol mérkőzéseket tartottak. A thaiok korai történelmében gyakori háborúk miatt a muaj thai kezdetektől fogva a hadsereg kiképzésében is szerepet játszott.
Híres sportolók
- Buakhau Bancsamek (2000-2019)
- Samart Payakaroon (1972-1993)

### Olimpia
Thaiföldi sportolók 7 aranyérmet szereztek az olimpiai játékokon, ebből négyet ökölvívásban és hármat női súlyemelésben.
- 1996 – Szomlak Kamszing (ökölvívás)
- 2000 – Vicsan Ponlit (ökölvívás)
- 2004 – Manat Buncsamnong (ökölvívás), Udompon Polszak (súlyemelés), Pavina Thongszuk (súlyemelés)
- 2008 – Prapavadi Csarönrattanatarakun (súlyemelés), Somjit Jongjohor (ökölvívás)

### Harcművészetek
- Krabi krabong - thaiföldi harcművészeti stílus
- Muaj boran - thaiföldi pusztakezes harcművészet

## Ünnepek

### Fesztiválok
A thai élet jellegzetességei az emlék- és ünnepi fesztiválok. A legtöbb a buddhista vallással és a mezőgazdasággal (főleg a rizstermesztéssel) kapcsolatos. Néhány dátuma kötött, a többié a holdév alapján változó.
- Loi Krathong
- Loi Krathong
- Thai újév
- Thai újév

### Ünnepek
| Időpont        | Magyar név                                     | Angol átírás és a helyi név | Megjegyzés                                                                                                   |
| -------------- | ---------------------------------------------- | --- | --- |
| január 1.      | Újév                                           | Wan Khuen Pi Mai (วันขึ้นปีใหม่) | |
| február        | Mágha púdzsá                                   | Māgha Pūjā/Bucha (จัดงานวันมาฆบูชา) | Buddhista ünnep                                                                                              |
| Április 6.     | Csakri-emléknap                                | Wan Chakri (วันจักรี) | az alapító I. Ráma ünnepe                                                                                    |
| Április 13–15. | Thai újév                                      | Songkran (จัดงานวันสงกรานต์) | |
| Május          | Vészák                                         | Visakha Bucha (Visakha Puja) (จัดงานวันวิสาขบูชา) | |
| Május          | Mezőgazdasági ünnep                            | Royal Ploughing Ceremony (วันพระราชพิธีพืชมงคล จรดพระนังคัลแรกนาขวัญ) | A rizs termesztésének kezdete                                                                                |
| Május 1.       | A munka ünnepe                                 | Wan Raeng Ngan Haeng Chat (วันแรงงานแห่งชาติ) | |
| Május 4.       | Királyi koronázási emléknap                    | (Wan Chattra Mongkhon, วันฉัตรมงคล) | X. Ráma (Maha király) megkoronázásának napja                                                                 |
| Június 3.      | Suthida királynő születésnapja                 | วันเฉลิมพระชนมพรรษาสมเด็จพระนางเจ้าสุทิดา พัชรสุธาพิมลลักษณ พระบรมราชินี (Wan Chaloem Phra Chonmaphansa Somdet Phra Nang Chao Suthida Phatcharasutha Phimon Lak Phra Borommarachini) | Suthida királynő születésnapja                                                                               |
| Július 1.      | Az évközép ünnepe                              | (Wan Yut Klang Pi Thanakhan, วันหยุดกลางปีธนาคาร) | |
| Július 22.     | Aszalha púdzsá                                 | Asanha Bucha (จัดงานวันอาสาฬหบูชา) | Buddhista ünnep                                                                                              |
| Július 28.     | Vajiralongkorn király születésnapja            | วันเฉลิมพระชนมพรรษาพระบาทสมเด็จพระวชิรเกล้าเจ้าอยู่หัว (Wan Chaloem Phra Chonmaphansa Phrabat Somdet Phra Vajira Klao Chao Yu Hua)                                                | Maha Vajiralongkorn király születésnapja                                                                     |
| Július         | A Vassza kezdete                               | Khao Phansa (เข้าพรรษา) | A 3 hónapos esős évszak elejének ünnepe. A három holdhónapos elvonulás kezdete a théraváda gyakorlók körében |
| Augusztus 12.  | Anyák napja, az anyakirálynő születésnapja     | Wan Chaloem Phra Chonmaphansa Somdet Phranang Chao Phra Boromma Rachininat (วันเฉลิมพระชนมพรรษาสมเด็จพระนางเจ้าฯ พระบรมราชินีนาถ); Wan Mae Haeng Chat (จัดงานวันแม่แห่งชาติ)        | Szirikit anyakirálynő születésnapja                                                                          |
| Szeptember     | A halottak napja                               | Sat Thai (สารทไทย) | Buddhista ünnep                                                                                              |
| Október        | A Vassza utolsó napja                          | Ok Phansa (จัดงานออกพรรษา) | Az esős évszak végének ünnepe                                                                                |
| Október 23.    | Csulalongkorn-nap                              | Wan Piyamaharat (วันปิยมหาราช) | Chulalongkorn (Rama V.) halálának napja                                                                      |
| November       | Kathin-ceremónia                               | Thot Kathin (จัดงานวันทอดกฐิน) | Buddhista ünnep                                                                                              |
| November       | Loi Krathong (A fény ünnepe)                   | Loi Krathong (งานลอยกระทง) | Nem munkaszüneti nap                                                                                         |
| December 5.    | Bhumibol király születésnapja és az apák napja | Wan Chaloem Phra Chonmaphansa Phrabat Somdet Phra Chao Yuhua, (วันเฉลิมพระชนมพรรษาพระบาทสมเด็จพระเจ้าอยู่หัว)                                                                   | Bhumibol Adulyadej (Rama IX.) király születésnapja                                                           |
| December 10.   | Az alkotmány napja                             | (Wan Rattha Thammanun, วันรัฐธรรมนูญ) | |
| December 31.   | szilveszter                                    | Wan Sin Pi (วันสิ้นปี) | |

## Időszámítás
Thaiföldön a buddhista időszámítás szerint is számolják az éveket, tehát a Gergely-naptárhoz képest 543 évvel előbbre vannak. A nap és a hónap azonban megegyezik a Gergely-naptár szerintivel. A thai hagyományos vagy hatórás óra egy tradicionális időmérési rendszer Thaiföldön, amelyet a hivatalos 24 órás időbeosztás mellett is használnak.